# ヤン・スメテルリン
ヤン・スメテルリン（ポーランド語: Jan Smeterlin, 1892年2月7日 – 1967年1月18日 ロンドン）はポーランドのピアニスト。ショパンやシマノフスキの解釈でとりわけ名高く、どの作曲家の作品にも増してショパン作品を多く録音した。さまざまなレーベルから音源が発売されている。

## 略歴
1892年、オーストリア＝ハンガリー帝国領下にあったシュレージエンのビーリッツ（現在はポーランドのチェシン郡ビェルスコ）でユダヤ系の家庭に生まれた。幼児期から楽才を発揮して7歳で最初の演奏会を行なったにもかかわらず、法学を学ぶことを余儀なくされた。ウィーンに出て修学中に奨学金を得て、レオポルド・ゴドフスキーの薫陶を受けた。1920年に職業演奏家としてデビューを果たした。
後年はディディ夫人とともにニューヨークに暮らしたが、1967年にロンドンに戻って間もなく他界した。
スメテルリンは生涯にわたって作曲家カロル・シマノフスキと、音楽家同士として、また友人同士として緊密な関係を保っていた。シマノフスキは『マズルカ集』作品50の第3巻（通し番号で第9曲～第12曲）をスメテルリンに献呈しており、スメテルリンはシマノフスキの作品を頻繁に演奏した。
スメテルリンは料理にも情熱を注ぎ、レシピ集を執筆した。但し出版されたのは死後のことである。

## 家族・親族
- 父：Julius Schmetterlingは弁護士。

## 註
1. ↑  Baker's Biographical Dictionary of Musicians, Seventh Edition, Revised by Nicolas Slonimsky, Schirmer Books, New York, 1984, page 2151.
2. 1 2 3  The International Piano Archives at The University of Maryland, biographical description with collection
3. ↑  The New York Times, obituary, "Jan Smeterlin, Pianist, 74, Dead," January 20, 1967, page 37
4. ↑  The International Piano Archives at the University of Maryland, biographical description with collection.
5. ↑  "Correspondence and Essays," by Karol Szymanowski, Jan Smeterlin, B. M. Maciejewski, Felix Aprahamian, Allegro Press, 1969